# Bradybaena similaris
Bradybaena similaris (denominada popularmente, em inglês, Asian tramp snail) é uma espécie de gastrópode  da família Bradybaenidae, classificada por Férussac em 1822, com o nome original de Helix similaris, dado por Rang (em 1831). Originalmente habitando a região do Sudeste Asiático, este caracol terrestre se tornou espécie invasora na América (incluindo Grandes Antilhas), África, Ásia, leste da Austrália e ilhas do oceano Pacífico. É, muito possivelmente, uma das espécies de caracóis mais bem distribuídas do mundo, sendo considerada uma praga biológica herbívora.

## Descrição e hábitos
A concha de Bradybaena similaris atinge de 1,2 a 1,6 centímetro de largura, sendo esta uma espécie de formato discoidal. Suas linhas de crescimento são irregulares e, às vezes, há uma única banda castanho-avermelhada, apical, acompanhando as voltas de sua espiral. Vistas por baixo, suas conchas apresentam umbílico visível. Esta espécie tem hábitos noctívagos e possui uma grande variedade de plantas em sua dieta, o que faz deste caracol uma ameaça para estufas, jardins e vegetais cultivados, alimentando-se de plantas vivas.

## Distribuição geográfica
Bradybaena similaris apresenta ampla distribuição geográfica. Originalmente habitando a região do Sudeste Asiático, tornou-se uma espécie invasora na América (do sudeste dos Estados Unidos à América do Sul, incluindo todo o o Brasil), na Austrália (de Queensland a Nova Gales do Sul) e nas ilhas do oceano Pacífico,  bem como na África e no restante da Ásia. No Brasil esta espécie foi registrada no ano de 1835, sendo o primeiro relato de molusco não autóctone introduzido no país.